# Chiara Civello
Chiara Civello (Roma, 15 giugno 1975) è una cantante, compositrice e polistrumentista italiana, divenuta nota con il suo album di debutto Last Quarter Moon.
Nella sua carriera, svolta tra Brasile, Italia e Stati Uniti, ha collaborato con artisti di spicco internazionale, come Michael Bublé, Tony Bennett, James Taylor, Burt Bacharach, Juan Luis Guerra, Pino Daniele, Ana Carolina, Gilberto Gil, Chico Buarque, Esperanza Spalding e Al Jarreau.
Il 21 settembre 2012 ha vinto il Premio Multishow per la miglior canzone dell'anno per il singolo Problemi, colonna sonora della telenovela brasiliana Fina estampa.
Insieme ad Ana Carolina ha, inoltre, realizzato le colonne sonore di Passione e di Guerra dos sexos.
È solita, nelle sue composizioni, suonare chitarra e pianoforte, nonché cantare, nei propri brani originali e nelle sue interpretazioni, in molteplici lingue, quali italiano, inglese, spagnolo, portoghese, francese e napoletano.

## Biografia

### L'infanzia e i primi studi
Nasce a Roma, da madre psicanalista pugliese e da padre medico siciliano.
Formandosi in un contesto familiare sensibile all'arte, si accosta alla musica, a soli 3 anni, quando, incoraggiata dalla nonna Bianca, pur essendo priva di alcuna nozione di teoria musicale, inizia a suonare il pianoforte, cosicché sperimentando, scopre gradualmente la relazione tra le note . A 13 anni frequenta la Saint Louis Music School di Roma, dove ha modo di conoscere la sua prima insegnante Edda Dell'Orso, braccio destro di Ennio Morricone; in seguito sostituita da Cinzia Spata, la quale la esorta a partecipare alle audizioni proposte da Umbria Jazz agli studenti della scuola. Cantando il brano What Are You Doing The Rest Of Your Life di Michel Legrand, ottiene una borsa di studio per il Berklee College of Music di Boston.
Nel frattempo, comincia a muoversi in ambito musicale, anche all'interno d'Italia, iniziando a suonare per la Mario Raya Big Band; qui collabora con diversi artisti, come Stefano Di Battista, Roberto Gatto e Danilo Rea.

### Gli inizi e i primi album
Nel 1994 si trasferisce a Boston per studiare al Berklee College of Music; qui incontra Antonia Bennett , sua compagna di stanza e figlia del più noto Tony, che la invita a incidere una versione di Estate di Bruno Martino, e forma un trio jazz con Alain Mallet, John Lockwood e Jamey Haddad. Dopo aver conseguito il diploma si trasferisce a New York.
Nel 2002 incide alcuni brani per l'album October Road di James Taylor.
Mentre continua ad esibirsi insieme alla sua band in vari concerti, grazie ai suoi musicisti che suonavano con Paul Simon, incontra il produttore musicale Russ Titelman e, nel 2005 esce Last Quarter Moon, divenendo, così, la prima artista italiana nella storia a incidere per la Verve Records ; l'album raggiunge la posizione numero 46 di Billboard. L'album riesce a scalare le classifiche italiane e giapponesi, con più di 32 000 copie vendute. qualificandosi come "Top jazz album".
In questo periodo scrive il brano Trouble insieme a Burt Bacharach, decima traccia dell'album di debutto della cantautrice italiana.
Nel 2006 torna in Italia, per esibirsi al Roma Jazz Festival insieme a Michael Bublé e Laura Pausini.
Nel 2007 Steve Addabbo produce il suo secondo album The Space Between per Emarcy. Sempre nel 2007, lavora insieme al cantante Juan Luis Guerra, con il quale canta in duetto nel brano Something Good, contenuto in La Llave de Mi Corazón, album vincitore di cinque Latin Grammy Awards.
Nel 2008 partecipa all'Umbria Jazz e scrive insieme a Pino Daniele il brano L'Ironia di Sempre, contenuto nell'album Ricomincio da 30, sì da partecipare l'8 luglio dello stesso anno al trionfale concerto di Piazza Plebiscito, voluto da Daniele per celebrare trent'anni ininterrotti di carriera musicale, nonché trasmesso in diretta televisiva . Nello stesso anno collabora anche con Nicola Conte, partecipando come cantante all'album Rituals, nelle canzoni Karma Flower e Paper Clouds.

### Il viaggio in Brasile e l'album 7752
L'anno seguente, parte per il Brasile, dove ad attenderla vi è Daniel Jobim. A Rio de Janeiro, si esibisce ad un sarao "riunione musicale" con il brano Isola, scritto nel 2007 con Rocco Papaleo, ed è qui che conosce artisti come Ana Carolina, Dudu Falcão e Totonho Villeroy.
Nel 2010 esce l'album 7752 prodotto da Andres Levin, nel quale collabora con Ana Carolina al brano Resta; il brano, in seguito, diventerà la colonna sonora della telenovela brasiliana Passione, prodotta da Rede Globo.. L'album verrà ristampato l'anno seguente anche in edizione deluxe, anticipata dal singolo Tre scritto da Chiara Civello insieme a Rocco Papaleo. Sempre nel 2010, Chiara Civello scrive con Dudu Falcao Simplesmente Aconteceu (colonna sonora della telenovela brasiliana Guerra dos sexos), 8 estorias, 10 minutos e Traiçao, che, oltre al già citato Resta saranno inserire nell'album di Ana Carolina N9ve. Compone poi per Paola Turci il brano Cuore distratto, contenuto nell'album Giorni di rose dell'artista romana, e partecipa in veste di cantante a Lacrime di coccodrillo, singolo inciso da Joe Barbieri.
Il 1º maggio 2011 si esibisce insieme a Fabrizio Bosso, al Concerto del Primo Maggio di Roma. Sempre nel 2011, contribuisce alla realizzazione dell'album Due di Mario Biondi, duettando con quest'ultimo nel brano da lei scritto All I Really Want.

### La partecipazione al Festival di Sanremo 2012 e l'albumAl posto del mondo
Nel 2012 partecipa al Festival di Sanremo, senza tuttavia classificarsi in finale, nella categoria Big con il brano Al posto del mondo scritto con  Diana Tejera, che anticipa l'omonimo album in uscita a ridosso della manifestazione. Nella serata dedicata ai duetti con artisti internazionali, si presenta sul palco con il rapper giamaicano Shaggy, cantando You Don't Have to Say You Love Me (brano originale: Io che non vivo (senza te)). Nella serata dei duetti classica è invece accompagnata al piano e alla voce da Francesca Michielin, vincitrice della quinta edizione di X Factor.
Il 17 marzo 2012, inizia il tour di Al posto del mondo. Il 9 luglio 2012 si esibisce presso l'Arena di Verona, partecipando alla tappa speciale Io, l'orchestra, le donne e l'amore dell'Unica tour di Antonello Venditti per duettare con lo stesso ed Annalisa.
Dall'album Al posto del mondo vengono estratti anche i singoli Hey caro ragazzo e Problemi, scritto con Ana Carolina. Quest'ultimo singolo in Brasile, nella versione della cantante brasiliana, il 21 settembre 2012 vince il Premio Multishow, come miglior canzone dell'anno. Problemi, inoltre, è anche la colonna sonora della telenovela brasiliana Fina estampa. Sempre nel 2012, partecipa come ospite, al festival musicale Musicultura.
Il 24 dicembre 2012 va in onda su Rai 2 la ventesima edizione del tradizionale Concerto di Natale, a partecipare vi è anche Chiara Civello, che si esibisce in duetto con Al Jarreau. Sempre in occasione del Natale, pubblica una versione portoghese e spagnola di Al posto del mondo, rispettivamente No lugar do mundo e En lugar do mundo.

### 2013:Um Sueno Bajo El Aguae il singoloGot to go
Nel 2013, Chiara Civello continua a lavorare insieme ad Ana Carolina, con la quale canta in duetto nel singolo Um Sueno Bajo El Agua, che anticipa l'uscita del nuovo album della cantante brasiliana. Il 20 febbraio 2013, esce Got to go, il sesto singolo di Chiara Civello, e il quarto estratto dall'album Al posto del mondo. Nel maggio 2013, la cantante torna in Brasile, con il tour tutto brasiliano "Solo +". Nella seconda metà dell'anno, ripropone il tour "Solo +" anche in Italia, dove il 21 dicembre si esibisce al Blue note di Milano.

### 2014:Canzoni
Il 6 maggio 2014, è uscito l'album Canzoni, prodotto da Nicola Conte, tra Bari, New York e Rio de Janeiro.
L'album composto da 17 cover di brani italiani che vanno dagli anni '60 in poi, interpretati nella loro versioni originale da artisti come Rita Pavone, Mina, Vasco Rossi, Gino Paoli e Lucio Battisti, vede la partecipazione di ospiti internazionali come Gilberto Gil, Chico Buarque, Esperanza Spalding e Ana Carolina. Le architetture sonore del disco sono state arrangiate da Eumir Deodato e suonate dall'Orchestra Sinfonica di Praga. Alla realizzazione dell'album hanno partecipato anche il sassofonista svedese Magnus Lindgren, il batterista finlandese Teppo Makynen, il bassista Luca Alemanno, il pianista Pietro Lussu, Gaetano Partipilo al sax alto e il chitarrista brasiliano Guilherme Monteiro, quest'ultimo presente sin dal primo album della cantautrice italiana.
Il 26 aprile 2014, Chiara Civello ha presentato in anteprima l'album Canzoni all'UNESCO Jazz Festival di Alberobello e il 30 aprile al Cine Teatro Showville di Bari. L'album ha debuttato al primo posto della classifica jazz di iTunes, per poi piazzarsi alla seconda posizione il giorno successivo, entrando così nella top ten della classica Top album. L'11 maggio 2014, l'album è entrato nella top 20 degli album più venduti della settimana, posizionandosi al sedicesimo posto della classifica Top of the Music Fimi/GFK.
Il 26 maggio 2014, riceve il Premio Musica e Comunicazione al Grandprix della pubblicità, per essersi guadagnata un buon posto nel mondo della musica italiana.
Dal 6 luglio del 2014 parte da Roma il tour estivo nazionale dell'album Canzoni, che termina il 20 settembre a Benevento.
Da settembre 2014, Chiara Civello affianca Gigi Marzullo e Manuela Moreno nella conduzione del programma televisivo di Rai Uno Settenote.
Il 3 ottobre, a Sanremo partecipa come ospite speciale alla seconda serata del Premio Tenco.
L'8 ottobre, pertanto, diventa una dei tanti artisti, ad essere nominati per la categoria "Interpreti di canzoni non proprie", gareggiando con il suo ultimo album Canzoni.
Il 3 novembre, ha pubblicato sul suo sito Vevo, i video ufficiali dei brani "Io che non vivo senza te" e "Io che amo solo te", dove duetta rispettivamente con Gilberto Gil e Chico Buarque.
Dal 14 novembre è invece impegnata con il tour internazionale dell'album, che toccherà città italiane e straniere.
Il 25 novembre 2014, pubblica il secondo singolo dell'album, ovvero il singolo natalizio Have yourself a merry little Christmas, cover dell'omonimo brano inciso nel 1944 da Judy Garland per il film Incontriamoci a Saint-Louis.
La cantante jazz il 1º dicembre è ospite del programma Webnotte condotto da Gino Castaldo ed Ernesto Assante e in onda su RadioCapital TV, dove si esibisce sulle note di Va bene così e del singolo natalizio appena pubblicato.
Il 7 dicembre del 2014, l'album Canzoni esce anche in Giappone, dove viene distribuito per la Sony Jazz & Classics. La cantautrice dal 5 al 9 dicembre presenta l'album al mondo giapponese in tre appuntamenti nella capitale Tokyo.
Nel 2014 in Brasile, partecipa insieme a molti altri artisti (Tosca, Chico Buarque, Fabrizio Bosso, Samuele Bersani, Maria Gadu, Giovanni Ceccarelli ecc..) alla realizzazione dell'album InventaRIO incontra Ivan Lins, per la quale è in corsa ai Latin Grammy Award nella categoria Melhor Album Musica Popular Brasileira.

### Il 2015: l'approdo di Canzoni negli Stati Uniti d'America
Il 9 ottobre 2015 il fortunato album Canzoni viene pubblicato sotto l'etichetta della Sony Music anche negli Stati Uniti d'America, dove debutta per scelta di Bill de Blasio, sindaco di New York, all'Italian Heritage Celebration nella storica cornice del Metropolitan Museum.
Ne segue un intricato tour per gli Stati Uniti diviso in quattro serate date tutte esaurite, destinate al pubblico di New York, Boston, Miami e Washington.

### Il 2016: il duetto con Cammariere
Il 25 novembre 2016 esce Io, nono album di studio del celebre cantautore calabrese. Chiara ha duettato con Sergio Cammariere nel brano, dalle classiche sonorità latine, Con te o senza te, comparendo anche nel videoclip ufficiale del brano, pubblicato sul canale YouTube ufficiale del cantautore italiano.

### 2017:Eclipse
Il 31 marzo 2017 è uscito l'album Eclipse, prodotto da Marc Collin dei Nouvelle Vague e registrato tra Parigi, New York e Rio de Janeiro e Bari.

### 2018: Tour Europeo con Gilberto Gil
Nell'estate del 2018 partecipa come special guest, suonando anche il piano, insieme alla cantante di Capo Verde Mayra Andrade e al fisarmonicista Mestrinho, al tour di Gilberto Gil Refavela 40, in occasione del quarantesimo anniversario del disco Refavela, registrato da Gil nel 1977 dopo un viaggio in Nigeria, in cui per la prima volta il cantante entrò in contatto con l'afrobeat e conobbe Fela Kuti. Il tour ha toccato 14 città europee, tra cui i festival di jazz di Arles, Montreux, Umbria Jazz, Jazz à Vienne, Berlino e il Barbican Center di Londra.

### 2021:Chansons: Chiara Civello Sings International French Standards
Chansons: Chiara Civello Sings International French Standards, vede Chiara questa volta interprete di  12 classici dal 1945 al 1975, tutti scritti da cantautori francesi. Da Michel Legrand a Charles Aznavour passando per Charles Trenet, Édith Piaf, Jacques Brel, Gilbert Bécaud e Francis Lai: nomi familiari degli amanti della musica di lingua francese, ma meno al grande pubblico internazionale; canzoni che hanno varcato i confini della loro terra natìa senza che il grande pubblico ne conosca l’appartenenza alla storia musicale francese. Canzoni che qui passano dall’ombra alla luce. Chi avrebbe mai pensato che Feelings, The Good Life o My Way
sono tutti firmati da autori francesi? Pezzi che Frank Sinatra, Julio Iglesias, Elvis Presley, Madonna, Lady Gaga, Luciano Pavarotti, Céline Dion, Dalida, i Sex Pistols o Caetano Veloso hanno inciso e portato al successo a livello internazionale.
L’album Chanson è uscito il 19 Novembre 2021.

## Critica
La critica ha sempre apprezzato il lavoro di Chiara Civello. Nel 2005 Billboard scrisse della cantautrice: "la bellezza, lo charme e il carisma del debutto discografico della cantautrice Chiara Civello sono certamente un inizio promettente e segnalano al mondo la prima rivelazione del nuovo anno". Così anche per l'International Herald Tribune, che dichiarò: "la combinazione di personalità, profondità e sofisticatezza …impressionanti". Il crooner statunitense Tony Bennett ha definito la cantautrice italiana come "la miglior cantante jazz della sua generazione".
Burt Bacharach, invece, ha dichiarato: "ha tutte le carte in regola per diventare una superstar". La cantante e attrice Cyndi Lauper, ha definito Last Quarter Moon, l'album di debutto della cantautrice come "ammaliante e fantastico". Phil Woods l'ha definita "più di una cantante, una vera musicista e improvvisatrice, pianista e compositrice".

## Onorificenze
Per iniziativa del Presidente della Repubblica, Sergio Mattarella, il 19 dicembre 2018 è stata insignita del titolo onorifico di Cavaliere dell'Ordine al merito della Repubblica Italiana .

## Discografia

### Album
- 2005 - Last Quarter Moon
- 2007 - The Space Between
- 2010 - 7752 (ristampato nel 2011 in edizione deluxe)
- 2012 - Al posto del mondo
- 2014 - Canzoni
- 2017 - Eclipse
- 2021 - Chansons : Chiara Civello Sings International French Standards
- 2022 - Sono come sono

### Singoli
- 2005 - Here Is Everything
- 2007 - Night
- 2008 - If You Ever Think of Me
- 2010 - Un uomo che non sa dire addio
- 2010 - Sofa'
- 2011 - Tre[46]
- 2012 - Al posto del mondo[47]
- 2012 - Hey caro ragazzo[48]
- 2012 - Problemi[49]
- 2013 - Got to Go
- 2014 - Incantevole
- 2017 - Come vanno le cose
- 2017 - Sambarilove
- 2018 - Um dia
- 2021 - Pou Toi
- 2021 - La Vie en rose
- 2021 - Yesterday When I Was Young
- 2022 - Sono come sono
- 2023 - Sempre Così

### Singoli in collaborazione
- 2009 - Lacrime di coccodrillo (con Joe Barbieri)[50]
- 2013 - Un sueño bajo el agua (con Ana Carolina)[51]

### Videoclip
- 2010 - Resta (con Ana Carolina)
- 2012 - Al posto del mondo
- 2012 - Problemi
- 2013 - Um Sueno Bajo El Agua (con Ana Carolina)
- 2013 - Got to Go
- 2017 - Cuore in tasca
- 2017 - Come vanno le cose
- 2021 - Pour Toi
- 2021 - La Vie en rose

### Partecipazioni
- 2002 - October Road (album)
- 2007 - La Llave de Mi Corazón con Something good
- 2008 - Ricomincio da 30 con L'ironia di sempre
- 2008 - Rituals con Karma Flower e Paper Clouds
- 2012 - Due con All I really want
- 2012 - Unica con Alta marea
- 2012 - Sanremo 2012 con Al posto del mondo
- 2013 - #AC con Um Sueno Bajo El Agua
- 2014 - InventaRIO incontra Ivan Lins con Maybe one day, maybe in vain
- 2016 - Con te o senza te con Sergio Cammariere

## Partecipazioni al Festival di Sanremo
| Anno e Categoria     | Brani (autori - compositori)                       | Interprete     | Duettante           | Piazzamento   |
| -------------------- | -------------------------------------------------- | -------------- | ------------------- | ------------- |
| Sanremo Artisti 2012 | Al posto del mondo (Chiara Civello e Diana Tejera) | Chiara Civello | Francesca Michielin | Non finalista |

## Colonne sonore
Le composizioni di Chiara Civello sono state oggetto delle colonne sonore dei seguenti prodotti televisivi:
- Passione (2010)
- Fina estampa (2011)
- Guerra dos sexos (2012)
- Illuminate (2018)
- Imma Tataranni Sostituto Procuratore (2021)

## Autrice e compositrice per altri cantanti
Collaborazioni autorali e/o compositive sono elencate tra parentesi nella sezione titolo.
| Anno | Titolo                                                                  | Artista                             | Album          |
| ---- | ----------------------------------------------------------------------- | ----------------------------------- | -------------- |
| 2010 | Cuore distratto (testo e musica: Chiara Civello, Dudu Falcäo)           | Paola Turci                         | Giorni di rose |
| 2010 | Simplesmente Aconteceu (testo e musica: Chiara Civello, Dudu Falcao)    | Ana Carolina                        | N9ve           |
| 2010 | Resta (testo e musica: Chiara Civello, Ana Carolina)                    | Ana Carolina                        | N9ve, 7752     |
| 2010 | Traiçao (testo e musica : Chiara Civello, Ana Carolina)                 | Ana Carolina ft. Esperanza Spalding | N9ve           |
| 2012 | Sofa/Batom (testo e musica: Chiara Civello, Ana Carolina, Diana Tejera) | Preta Gil                           | As I am        |

## Premi e riconoscimenti
2012
- Vincitrice del Premio Multishow 2012, come miglior canzone dell'anno, per il singolo Problemi.

2014
- Vincitrice del Premio Musica e Comunicazione al Grand Prix della pubblicità.
- Candidatura al Premio Tenco per la categoria "Interprete di canzoni non proprie"
- Candidatura al Latin Grammy Awards per la categoria "Melhor Álbum de Música Popular Brasilera"

## Tour
- 2006 - Last Quarter Moon Tour
- 2007 - The Space Between Tour
- 2010 - 7752 Tour
- 2012 - Al posto del mondo Tour
- 2013 - Solo + (soltanto in Brasile)
- 2014 - Canzoni Tour
- 2017 - Eclipse Tour
- 2021 - Chansons Tour

### Altri tour e manifestazioni
- 2008 - Concerto di Piazza del Plebiscito, Napoli, insieme a Pino Daniele
- 2011 - Concerto del Primo Maggio insieme a Fabrizio Bosso
- 2012 - Unica tour di Antonello Venditti (tappa speciale Io, l'orchestra, le donne e l'amore) insieme ad Annalisa
- 2018 - Rafavela 40 tour di Gilberto Gil

### prima band Italiana
Fonte
- Marco Siniscalco: Basso
- Emanuele Smimmo: Batteria
- Nicola Costa: Chitarra
- Andrea Sammartino: Tastiere

### band Canzoni
Fonte
- Luca Alemanno: Basso
- Teppo Makynen: Batteria
- Guilherme Monteiro: Chitarra
- Magnus Lindgren: Sassofono
- Pietro Lussu: Pianoforte
- Gaetano Partipilo: Sax alto